# Boeing 247
El Boeing Model 247 fue uno de los primeros aviones de línea modernos. Su primer vuelo fue el 8 de febrero de 1933, y entró en servicio ese mismo año. La aeronave incorporó muchas características revolucionarias, como un fuselaje monocasco, piloto automático, y tren de aterrizaje retráctil.

## Desarrollo y diseño

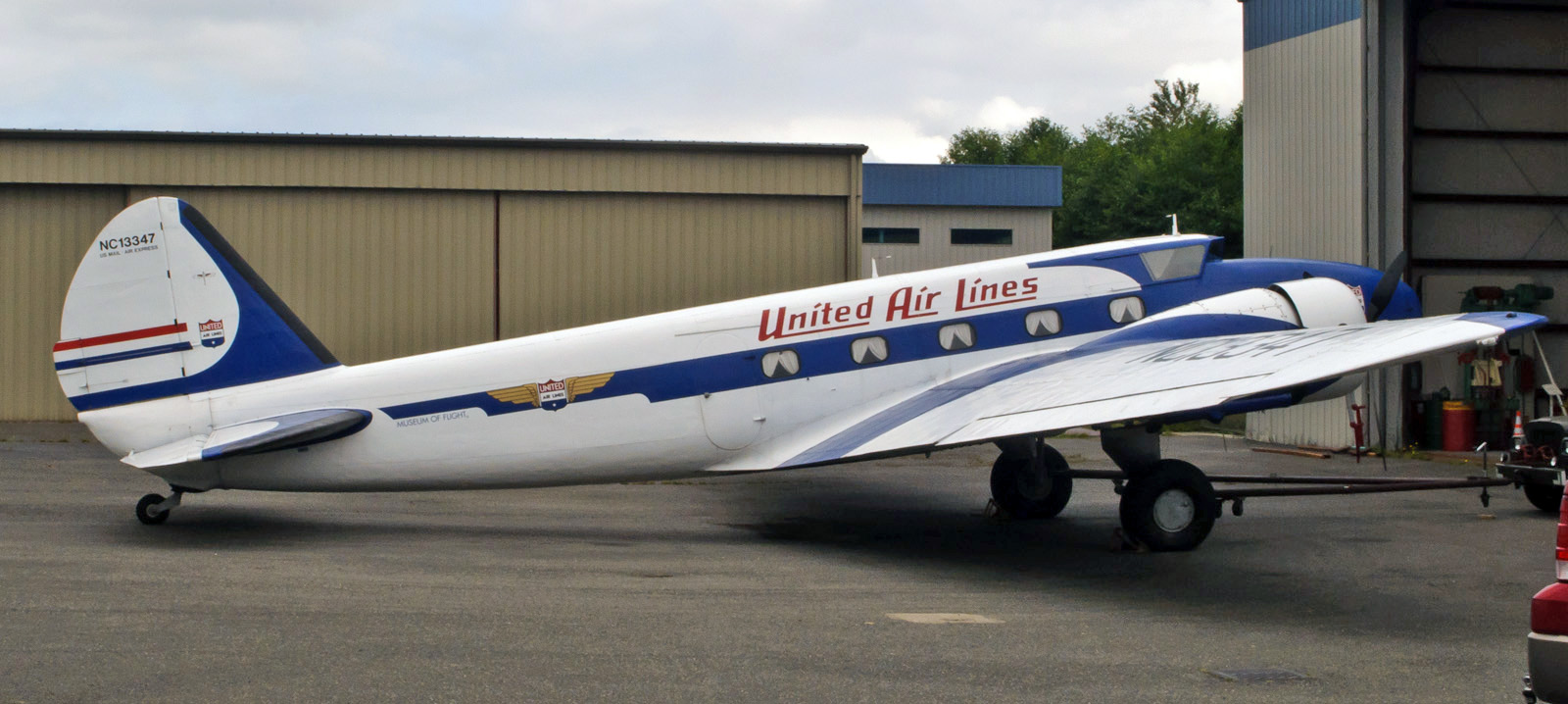
Boeing 247D NC13347 "City of Renton" en Paine Field, Everett.

El 8 de febrero de 1933 se realizó el vuelo inaugural del prototipo de un nuevo avión comercial, identificado por la compañía como Boeing Model 247. Se trataba de un desarrollo del diseño del monomotor civil Boeing 200 Monomail y del bombardero bimotor Boeing Modelo 215 (designación del Ejército estadounidense B-9), ambos monoplanos de ala cantilever.
El Boeing 247 fue un avión revolucionario, considerado desde entonces como el prototipo de los modernos aviones de línea, por tratarse de un perfecto monoplano de ala baja cantilever de construcción totalmente metálica, provisto de una planta motriz bimotora, tren de aterrizaje retráctil, acomodación para un piloto, copiloto, azafata y 10 pasajeros.
Con un motor parado podía ascender y mantener la altura con plena carga; e introducía una característica nueva en un avión de transporte civil, un sistema antihielo de funda neumática situado en los bordes de ataque de las alas, estabilizadores y deriva, para evitar que la acumulación de hielo alcanzase niveles peligrosos.
El pedido inicial de seis unidades del Model 247 llegó casi en el tablero de diseño, de nuevo para equipar a la Boeing Air Transport. En 1929, Boeing fusionó su empresa con Pratt & Whitney para formar la United Aircraft and Transport Corporation (UATC). Posteriormente se recibieron pedidos para otros 15 aviones, procedentes de compañías o particulares.
El construido para el famoso piloto Roscoe Turner y Clyde Pangborn Edward (para competir en el rally aéreo MacRobertson, de 1934, entre Gran Bretaña y Australia) estaba provisto de depósitos de combustible en el fuselaje, en lugar del equipo estándar de la cabina de un avión de línea, e introducía carenados de motor NACA (para reducir la resistencia al avance) así como hélices de paso variable con posiciones óptimas para el despegue y vuelo de crucero. Estas mejoras se incorporaron posteriormente a la mayoría de los aviones de línea Model 247, convirtiéndolos así al estándar Model 247D.
Al entrar Estados Unidos en la Segunda Guerra Mundial, a finales de 1941, estos Model 247D continuaban en servicio en las líneas aéreas; 27 de ellos fueron requisados para su utilización por el USAAC bajo la designación C-73.
El proyecto inicial consistía en emplearlos para el transporte de tropas y carga, pero se pudo comprobar que las puertas de la cabina eran demasiado pequeñas para este propósito. Por consiguiente, se utilizaron para el transporte de tripulaciones y, en la etapa final de la guerra, para entrenamiento. En servicio fueron provistos de motores radiales Pratt & Whitney Wasp que desarrollaban 600 hp. 
Se construyeron 75 aviones Boeing 247, de los cuales 60 fueron adquiridos por la compañía Boeing Air Transport, 10 por United Aircraft Corp. y el resto por Deutsche Lufthansa y un dueño privado en China.
Actualmente, quedan cuatro 247 en el mundo: uno de ellos está en Paine Field, en el condado de Snohomish, Washington, el cual se ha restaurado con el objetivo de que pueda volver a volar; el National Air and Space Museum, en Washington D. C., también tiene un 247D en exhibición, así como el Canada Aviation Museum, en Ottawa, Ontario, y el Science Museum de Wroughton, Reino Unido.
El 10 de octubre de 1933, el Boeing 247 matriculado NC 13304 de National Air Transport fue víctima del primer caso probado de sabotaje de un avión de línea comercial. La aeronave, en vuelo de Cleveland a Chicago, fue destruida por un artefacto explosivo basado en nitroglicerina sobre Chesterton, Indiana falleciendo en total siete personas.

## Variantes

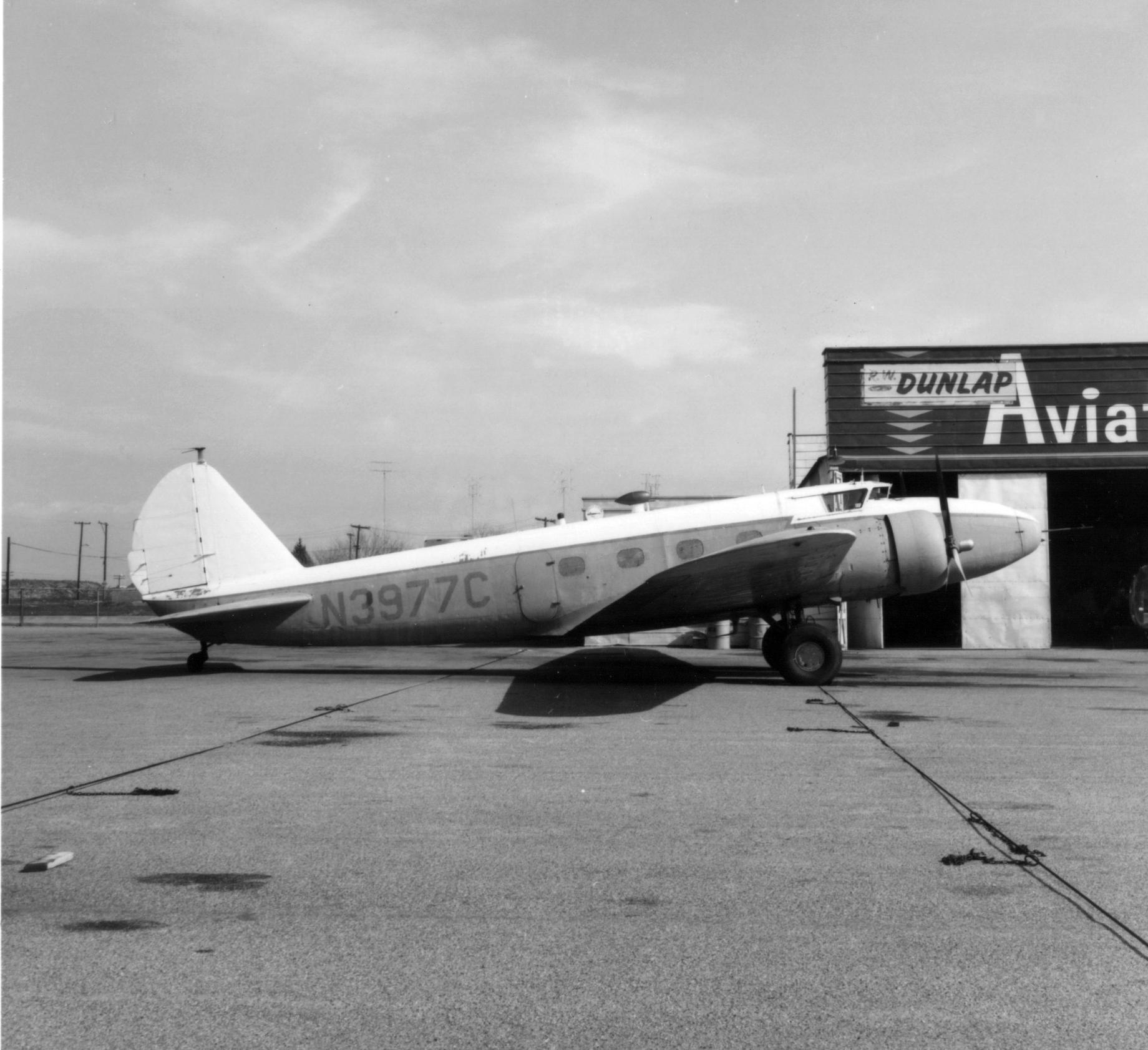
Un 247 en los años 50.

## Variantes[12]
Model 280
Propuesta original del Boeing 247 con 14 asientos y motores P&W Hornet de 700 hp.
Model 247
Avión bimotor de pasajeros civil. Versión inicial de producción.
247A
Equipado con nuevos P&W Wasp de 625 hp, orden especial para Deutsche Luft Hansa en 1934.
247E
Designación aplicada al primer Model 247, utilizado por Boeing para probar las mejoras que se introducirían en el Model 247D, y que se conservaron cuando entró en servicio con las compañías aéreas como Model 247E estándar.
247D
Original y único, fue un avión de carreras diseñado para la Carrera Aérea MacRobertson; usaba hélices de paso variable Hamilton Standard que le permitían una ganancia de 11,27 km/h; la configuración del 247D incorporada en la serie de producción que lleva el mismo nombre.
247Y
Versión armada, uno exportado a China, el segundo usado para pruebas. Después de prestar servicios con la United Airlines, se convirtió un ejemplar Model 247D en avión militar privado bajo esta designación; armado con dos ametralladoras de 12,7 mm fijas de tiro frontal, más una ametralladora de calibre similar montada sobre soporte móvil en puesto dorsal, se entregó en China para uso privado del mariscal C. H. Liang.
C-73
Designación de los aviones de pasajeros Boeing 247D "obligados" a realizar servicios militares por el USAAC, 27 en total.

## Operadores

### Civiles
Alemania

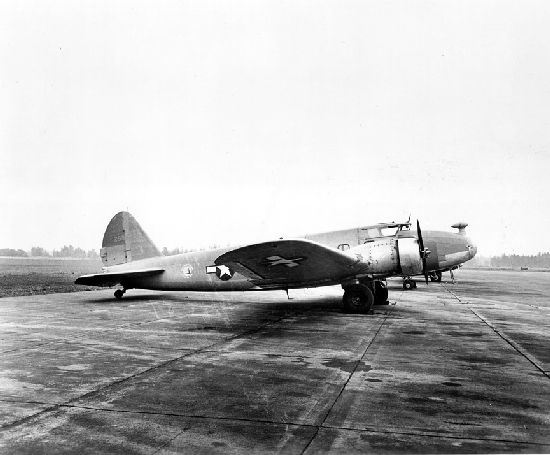
Un C-73 durante la Segunda Guerra Mundial.

- Deutsche Luft Hansa AG: operó un avión y usó un segundo para pruebas/repuestos.[13][14]

 Brasil
- Viação Aérea Bahiana: operó un avión.

 Canadá
- Canadian Pacific Airlines
- Quebec Airways

 República de China
- Propietario privado, operó un avión.

 Colombia
- Avianca como SCADTA operó 10 aviones.

 Estados Unidos
- Boeing Air Transport (más tarde United Air Lines) operó 60 aviones.
- Empire Air Lines
- National Parks Airways
- Pennsylvania Central Airlines
- United Aircraft Corporation: operó 10 aviones.
- Wien Air Alaska
- Western Airlines: recibió algunos aviones ex-United Aircraft Corporation.
- Woodley Airways
- Wyoming Air Service

### Militares
Canadá
- RCAF

 Estados Unidos
- Cuerpo Aéreo del Ejército de los Estados Unidos

 Reino Unido
- RAF

## Especificaciones (247D)

### Características generales
- Tripulación: Tres[2]
- Capacidad: 10 pasajeros[2]
- Longitud: 15,7 m (51,6 ft)
- Envergadura: 22,6 m (74 ft)
- Altura: 3,6 m (11,8 ft)
- Superficie alar: 77,7 m² (836,2 ft²)
- Peso vacío: 4148 kg (9142,2 lb)
- Peso máximo al despegue: 6192 kg (13 647,2 lb)
- Planta motriz: 2× Motor radial de 9 cilindros refrigerado por aire Pratt & Whitney R-1340 S1H-1-G Wasp.
  - Potencia: 410 kW (565 HP; 558 CV) cada uno.
- Hélices: 1× Tripala de velocidad constante por motor.

### Rendimiento
- Velocidad máxima operativa (Vno): 322 km/h (200 MPH; 174 kt)
- Velocidad crucero (Vc): 304 km/h (189 MPH; 164 kt)
- Alcance: 1200 km (648 nmi; 746 mi)
- Techo de vuelo: 7740 m (25 394 ft)
- Régimen de ascenso: 5,8 m/s (1148 ft/min)

## Aeronaves relacionadas

### Desarrollos relacionados
- Boeing 307 Stratoliner

### Aeronaves similares
- Bloch MB.220
- Breguet 470 Fulgur
- Douglas DC-1
- Douglas DC-2
- Fiat G.18
- Lockheed Model 10 Electra

### Secuencias de designación
- Secuencia Numérica (interna de Boeing): ← 235 - 236 - 246 - 247 - 248 - 251 - 256 -- 266 - 267 - 273 - 280 - 281 - 294 - 299 →
- Secuencia C-_ (Aviones de Carga del USAAC/USAAF/USAF, 1924-1962): ← C-70/A/B/C/D - C-71 - C-72 - C-73 - C-74 - C-75 - C-76 →